# Bürglen (Uri)
Bürglen (toponimo tedesco) è un comune svizzero di 4 021 abitanti del Canton Uri.

## Storia
Secondo la leggenda in questo borgo visse l'eroe leggendario svizzero Guglielmo Tell.

## Monumenti e luoghi d'interesse

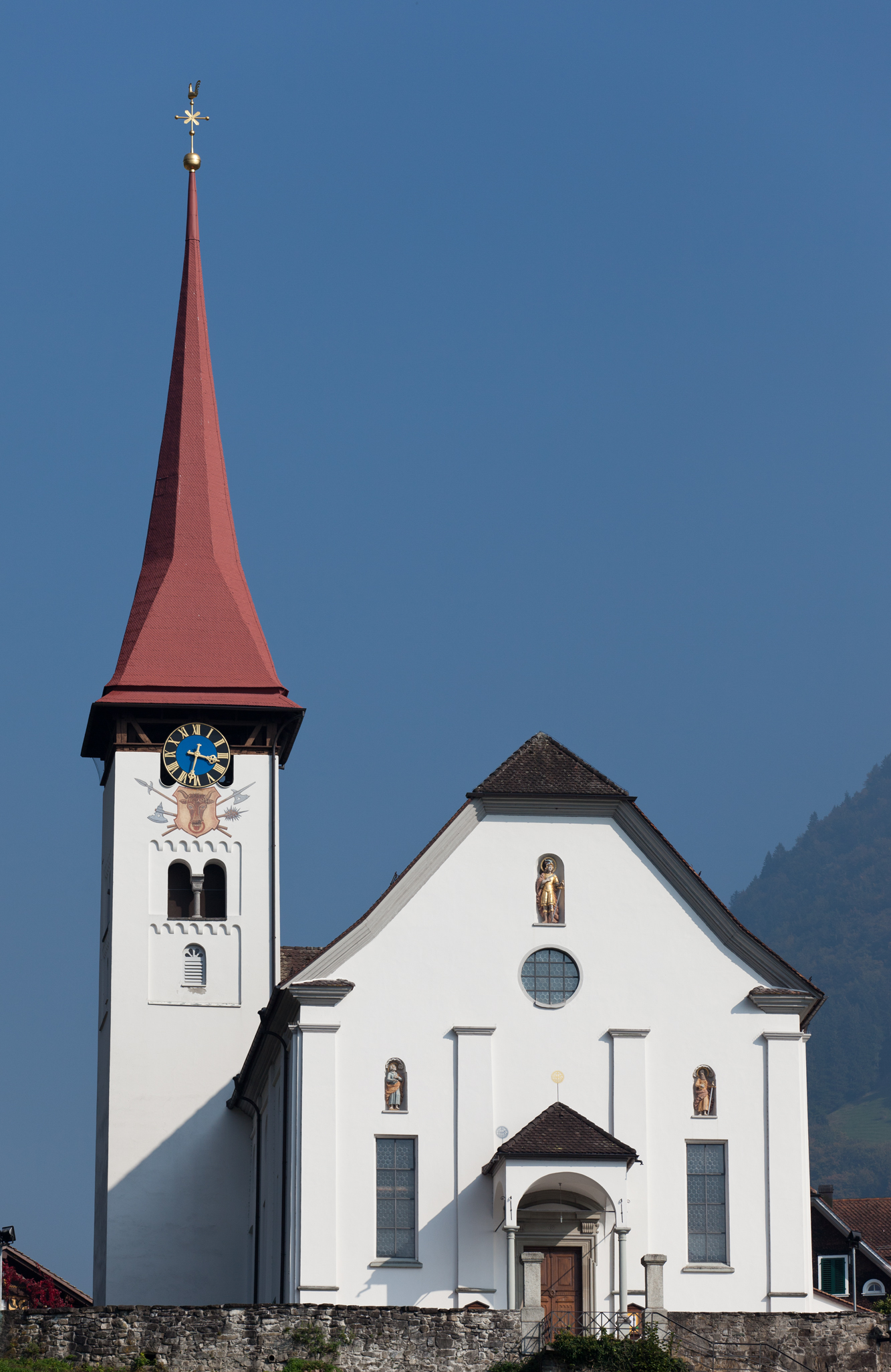
La chiesa dei Santi Pietro e Paolo

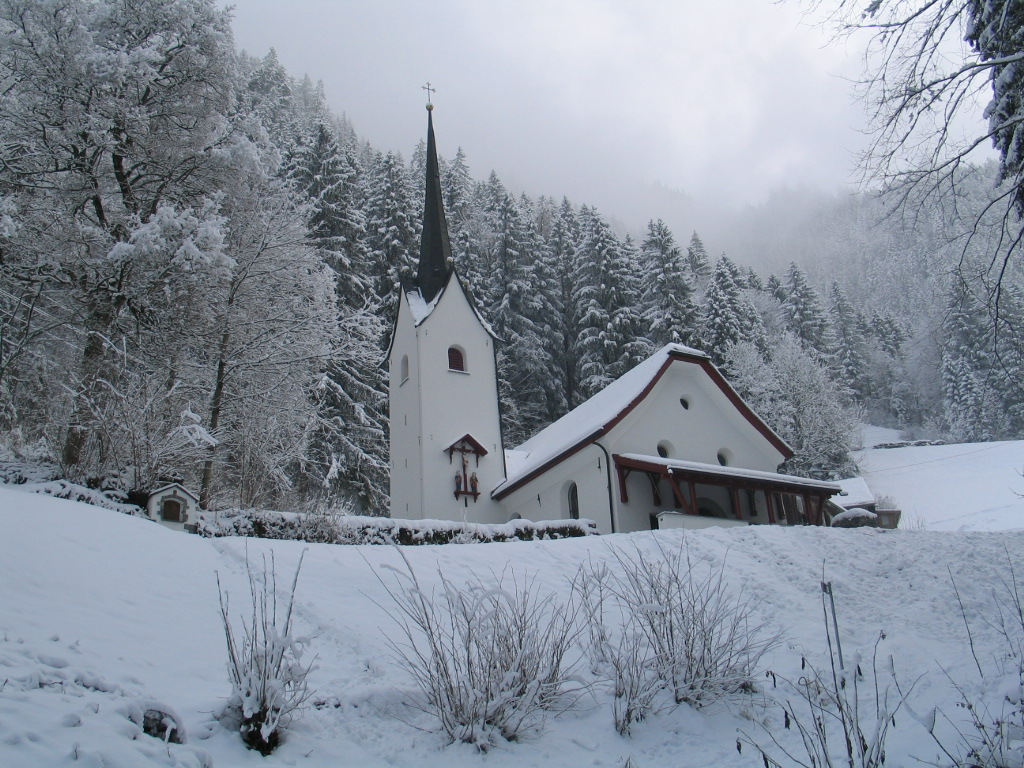
La cappella di Nostra Signora

- Chiesa parrocchiale cattolica dei Santi Pietro e Paolo (fino al 1326 di San Pietro), attestata dall'857 e ricostruita nel 1682-1684[1];
- Cappella di Nostra Signora nel Riedertal, attestata dal 1350[1].

## Società

### Evoluzione demografica
L'evoluzione demografica è riportata nella seguente tabella:
Abitanti censiti

## Amministrazione
Ogni famiglia originaria del luogo fa parte del cosiddetto comune patriziale e ha la responsabilità della manutenzione di ogni bene ricadente all'interno dei confini del comune.